# Семантичний диференціал
Семанти́чний диференціа́л (СД) (англ. semantic differential) — метод психолінгвістики, започаткований Чарльзом Осгудом у 1952 році, інструмент кількісного та якісного індексування значення з допомогою двополюсних шкал. Являє собою комбінування процедур шкалування та методу контрольованих асоціацій. Передбачає оцінювання стимулу в певних ознаках на основі заданих експериментатором шкал. 
Застосовується при психосемантичних дослідженнях у психолінгвістиці для побудови суб'єктивних семантичних просторів, у дослідженнях, пов'язаних зі сприйняттям і поведінкою людини, з аналізом прагматичних і конотативних значень слів, особистісних смислів. Метод широко використовують у психіатрії, психодіагностиці, перекладознавстві, теорії комунікації, соціології, зокрема при проведенні фокус-груп. 

## Співвідношення з проективними тестами
Суперечливими є тенденції щодо віднесення семантичного диференціала до проективних тестів. В.Ф. Петренко зазначає, що техніка семантичного диференціала може розглядатися як різновид проективних тестів. Проективні процедури дозволяють врахувати факт, що стимулююча ситуація набуває сенсу не тільки через її об'єктивний зміст, але і через причини, пов'язані з суб'єктивними схильностями і потягами досліджуваного, тобто внаслідок суб’єктивізму, особистісного значення, що надається ситуації досліджуваним, досліджуваний «проектує» свої властивості на ситуацію. В.А. Ядов також відносить СД до проективних технік.
Натомість І.М. Марковська визнає таку оцінку СД некоректною, адже в процедурі відсутній факт проєкції своїх рис на ситуацію, а існує лише факт оцінки, віднесення події чи поняття до певного полюсу біполярної шкали. «Крім того, в інтерпретації проективного тесту велике навантаження припадає на теоретичну модель, використовувану інтерпретатором, у випадку ж СД використання такої моделі зовсім не обов'язкове».

## Структура семантичного диференціала
У методі СД вимірювані об'єкти (поняття, зображення) оцінюються за низкою біполярних градуйованих шкал, полюси яких задані за допомогою вербальних антонімів. Оцінки понять за різними шкалами корелюють, і за допомогою факторного аналізу виділяють пучки висококорелюючих шкал, групують їх в фактори. Психологічним механізмом, що пояснює взаємозв'язок і угрупування індикаторів в фактори, Ч. Осгуд вважав явище синестезії, досліджуючи механізми якого і розробив дослідницьку процедуру. 
Побудова семантичного простору здійснюється при переході від ознак, заданих шкалами, до факторів. Фактори можна розглядати як смисловий інваріант змісту вхідних в нього шкал, і в цьому сенсі фактори є формою узагальнення прикметників-антонімів, на базі яких будується СД, а його факторна структура відображає структуру антонімії в лексиці. Угрупування індикаторів у фактори дозволяє перейти від опису об'єктів за допомогою ознак, заданих шкалами, до більш змістовного опису за допомогою меншого набору факторів, представивши зміст об'єкту у вигляді сукупності факторів із різними коефіцієнтами навантаження. Навантаження об'єкту по кожному з виділених факторів визначаються як середнє арифметичне оцінок об'єкту по шкалах, що входять в цей фактор.
Зазвичай семантичний диференціал містить близько 20 біполярних шкал, кожна з яких належить до трьох основних факторів: оцінки, сили, якості, які складають тримірний базис СД. Фактор оцінки дозволяє визначити позитивне чи негативне ставлення людини до досліджуваного слова, явища, фактор сили - його потенціал, фактор активності - на можливості реалізації потенціалу. При цьому шкали розташовані у довільному порядку, тобто, усі шкали, що належать до одного фактору не можуть знаходитися поруч. Апелюючи до трьохкомпонентної теорії емоцій Вундта, можна співвіднести фактор оцінки з опозицією "задоволення - незадоволення", фактор сили з опозицією "напруга - розслаблення", фактор активності з опозицією "збудження - заспокоєння". 
У сучасних дослідженнях іноді намагаються врівноважити кожен з факторів за кількістю шкал, зробити їх співрозмірними, тому кількість шкал у них є кратною трьом. Втім, класичний СД Осгуда не відповідає критерію балансу тримірного базису.. 

### "Класичні" версії семантичного дифренціалу
Широко відомий неконкретизований 20-шкальний СД Ч. Осгуда, який включає в себе такі біполярні шкали: хороший – поганий, красивий – потворний, жорстокий – добрий, смачний – несмачний, слабкий – сильний, активний – пасивний, гострий – округлий, кривий – прямий, чоловічий – жіночий, розбовтаний – зібраний,  невдалий – вдалий, твердий – м'який, розумний – дурний, новий – старий, важливий – не важливий,  холоднокровний – захоплений, помилковий – істинний, безбарвний – барвистий, звичайний – незвичайний, повільний – швидкий. 
Хоча у своїй практиці він використовував різні семантичні сітки, відповідно до мети та предмета дослідження (конотації предметного світу, образ політиків, тощо).  
Поряд з «класичним» диференціалом Ч. Осгуда існують семантичні диференціали О.Ю. Артем’євої, які використовуються найчастіше для дослідження професійної свідомості. Вона пропонує три версії СД: 25-шкального, а також скорочені наводить скорочені 16-шкальну та 14-шкальну версії.  
Повний 25-шкальний СД має наступні вектори оцінки: «легкий – важкий, радісний – сумний, слабкий – сильний, поганий – хороший, великий – маленький, темний – світлий, активний – пасивний, огидний – приємний, гарячий – холодний, хаотичний – впорядкований, гладкий – шорсткий, простий – складний, розслаблений – напружений, вологий – сухий, рідний – чужий, м'який – твердий, дорогий – дешевий, швидкий – повільний, злий – добрий, життєрадісний – сумовитий, улюблений – ненависний, свіжий – гнилий, дурний – розумний, гострий – тупий,чистий – брудний».

## Переваги і недоліки методу
СД виявляється корисний там, де потрібно кількісно описати індивідуальне, суб'єктивне ставлення досліджуваного до яких-небудь аспектів його оточення або внутрішнього світу. На відміну від більшості особистісних тестів, СД не вимірює в особистості вираженість визначених, заданих процедурою тестування властивостей; цей метод, навпаки, здатний дати змістовну картину внутрішнього світу особистості, її ставлення до самої себе, інших людей, значущих аспектів оточення, до різноманітних соціальних цінностей. У цьому плані СД часто зближують з репертуарним тестом Дж. Келлі, що також отримав високу оцінку у фахових публікаціях.
Необхідно відзначити, що застосування СД має і свої обмеження. Проте вони пов'язані не з математичним апаратом, а з множинністю асоціацій, що викликаються знаком, поняттям, параметрами соціальних явищ і процесів в свідомості і психіці людини.

## Використання методу
Метод семантичного диференціалу широко використовують у дослідженнях колективної чи індивідуальної свідомості, тому він набув поширення у гуманітарних, суспільних, лінгвістичних науках та галузях, зокрема у психології, психіатрії, психодіагностиці, перекладознавстві, мистецтвознавстві, теорії комунікації, соціології,при проведенні фокус-груп. 
У соціальній психології СД використовують для дослідження стереотипів та атитюдів.